# La Bố Lâm Khải
La Bố Lâm Khải hay Norbulingka (tiếng Tạng tiêu chuẩn: ནོར་བུ་གླིང་ཀ་; Wylie: Nor-bu-gling-ka; giản thể: 罗布林卡; phồn thể: 羅布林卡; nghĩa đen là "Công viên gắn đá quý") là một cung điện nằm tại Lhasa, Tây Tạng, Trung Quốc, xây dựng từ năm 1755. Nó là nơi ở mùa hè truyền thống của các đời Đạt-lai Lạt-ma từ những năm 1780 cho đến Đức Đạt Lai Lạt Ma thứ 14 vào năm 1959. Nó được coi là một phần lịch sử của Quần thể Cung điện Potala được UNESCO công nhận là Di sản thế giới. Cung điện được xây dựng bởi Đức Đạt Lai Lạt Ma thứ 7 phục vụ cả như là một trung tâm hành chính và tôn giáo, là đại diện của kiến trúc cung điện Tây Tạng.
La Bố Lâm Khải nằm ở phía tây của Lhasa, về phía tây nam của Cung điện Potala một đoạn ngắn. Nó có diện tích khoảng 36 hecta (89 mẫu Anh) và được coi là khu vườn nhân tạo lớn nhất Tây Tạng. Trong khoảng thời gian mùa hè và thu, các công viên ở Tây Tạng bao gồm cả La Bố Lâm Khải trở thành các trung tâm giải trí khiêu vũ, ca hát, âm nhạc và lễ hội. Đây là nơi tổ chức "lễ hội sữa chua" hàng năm.
Hầu hết các cấu trúc hiện tại của La Bố Lâm Khải được hình thành bởi Đức Đạt Lai Lạt Ma thứ 13 và 14. Trong trận chiến Qamdo năm 1950, một số tòa nhà của cung điện đã bị hư hại nhưng sau đó đã được xây dựng lại vào năm 2003 khi chính phủ Trung Quốc cải tạo để khôi phục lại một số cấu trúc bị hư hại, cây xanh, vườn hoa và hồ nước.

## Tên
Trong tiếng Tây Tạng, La Bố Lâm Khải có nghĩa là "Vườn kho báu" hoặc "Công viên kho báu". Lâm Khải được sử dụng phổ biến ở Tây Tạng để chỉ tất cả các khu vườn ở Lhasa và nhiều nơi khác. Khi Cách mạng Văn hóa diễn ra từ năm 1966, La Bố Lâm Khải được đổi tên thành "Công viên Nhân dân" và mở cửa cho công chúng tham quan.

## Địa lý và môi trường
Đây là cung điện mùa hè với 374 phòng nằm cách 3 kilômét (1,9 mi) về phía tây Cung điện Potala, một cung điện mùa đông. Nó nằm bên bờ Kyichu, ngoại ô về phía tây thành phố Lhasa. Cung điện bắt đầu được xây dựng vào thời Đức Đạt Lai Lạt Ma thứ 7 vào những năm 1740, khi nơi đây là vùng đất cằn cỗi, cỏ dại và cây bụi phát triển quá mức và động vật hoang dã.
Công viên nằm ở độ cao 3.650 mét (11.980 ft) với vườn hoa đa dạng từ hoa hồng, dã yên thảo, Thục quỳ, cúc vạn thọ, cúc cùng rất nhiều các loại thảo mộc và thực vật quý hiếm khác. Cây ăn quả ở đây bao gồm táo, đào, mơ. Một số loại cây khác có thể kể đến dương và tre. Thời kỳ hoàng kim, La Bố Lâm Khải còn là nơi sinh sống của những con công và vịt vàng. Đây là một công viên rộng lớn và thoải mái khi hoạt động đi xe đạp quanh hồ được cho phép để tận hưởng cảnh sắc nơi này. Khu vườn là một địa điểm dã ngoại ưa thích, cung cấp một địa điểm tuyệt vời cho các hoạt động ca hát, khiêu vũ, lễ hội và đặc biệt là lễ hội Tuyết đốn tiết, hay còn được gọi là "Lễ hội sữa chua" tổ chức vào đầu tháng 8. Các gia đình sẽ cắm trại trong nhiều ngày, ngồi ăn uống với bạn bè và gia đình trên những tấm thảm đầy màu sắc, cầu nguyện, xem biểu diễn ca nhạc, trình diễn nghệ thuật, đua trâu, ngựa. Tại lễ hội, du khách thập phương có thể được thưởng thức sữa chua yak được làm từ sữa trâu, một đặc sẳn nổi tiếng của Tây Tạng.
Ngoài ra, La Bố Lâm Khải còn có một sở thú, ban đầu là nhà của các loài động vật được trao tặng cho các Đạt Lai Lạt Ma, và Heinrich Harrer đã giúp Đạt Lai Lạt Ma thứ 14 xây dựng một rạp chiếu phim nhỏ vào những năm 1950 ở đây.

## Lịch sử
La Bố Lâm Khải của Đạt Lai Lạt Ma được xây dựng sau khi Cung điện Potala khoảng 100 năm. Công trình được xây dựng trên khu vực có diện tích 36 hecta (89 mẫu Anh), cách không xa về phía tây của Potala. Đây là nơi ở mùa hè của các đời Đạt Lai Lạt Ma. Tenzin Gyatso, Đạt Lai Lạt Ma thứ 14 đã ở đây trước khi ông lưu vong qua Ấn Độ. Cung điện và công viên bắt đầu xây dựng bởi Đức Đạt Lai Lạt Ma thứ 7 từ năm 1755 và hoàn thành vào năm 1783, dưới thời của Jampel Gyatso, Đức Đạt Lai Lạt Ma thứ 8. Cung điện bắt đầu trở thành nơi ở mùa hè khi Đạt Lai Lạt Ma thứ 7 sử dụng nơi này trong những tháng ngày mùa hè để chữa trị các vấn đề về sức khỏe. Triều đại Nhà Thanh cho phép Đức Đạt Lai Lạt Ma xây dựng một cung điện tại đây để nghỉ ngơi. Vì các Đạt Lai Lạt Ma kế tiếp cũng đã từng ở đây học tập (trước khi kế nhiệm) và khu nghỉ dưỡng mùa hè nên nó được biết đến như là Cung điện mùa hè của các Đạt Lai Lạt Ma.
Đức Đạt Lai Lạt Ma thứ 8 chịu trách nhiệm cho nhiều bổ sung cho khu phức hợp La Bố Lâm Khải trở thành cung điện và khu vườn. Tuy nhiên, một số thông tin cho rằng vị Đạt Lai Lạt Ma này đã chết trẻ một cách bí ẩn và được phỏng đoán là đã bị đầu độc. Nên hầu hết việc mở rộng cung điện như hiện tại là bởi hai vị Đạt Lai Lạt Ma thứ 13 và 14.
Chính từ La Bố Lâm Khải là nơi mà Đức Đạt Lai Lạt Ma đã trốn lưu vong sang Ấn Độ ngày 17 tháng 3 năm 1959. Ông ăn mặc như một người Tây Tạng bình thường để tránh khỏi sự truy bắt của chính phủ Trung Quốc, mang theo một khẩu súng trường trên vai rời cung điện để đến Ấn Độ xin tị nạn. Và khi đó có một cơn gió bụi thổi đến giúp ông không bị phát hiện ra. Theo Reuters, Đức Đạt Lai Lạt Ma và các nhà lãnh đạo khác, những người cũng đã trốn thoát khỏi cung điện, chạy ra khỏi thành phố trên lưng ngựa để đi đến Ấn Độ. Người Trung Quốc phát hiện ra "cuộc trốn thoát vĩ đại" này chỉ hai ngày sau đó. Cả nhóm đi qua dãy Himalaya trong hai tuần, và cuối cùng vượt qua biên giới Ấn Độ, nơi họ được tiếp nhận tị nạn chính trị. Cung điện sau đó bị những người biểu tình bao vây trước sự tấn công của người Trung Quốc.
Nơi ở mùa hè của Đức Đạt Lai Lạt Ma nằm trong công viên La Bố Lâm Khải hiện là một điểm thu hút khách du lịch. Tại đây có một bộ sưu tập lớn đèn chùm phong cách Ý, bức bích họa Ajanta, thảm Tây Tạng cùng nhiều hiện vật khác. Bức tranh của Đức Phật và Đức Đạt Lai Lạt Ma thứ 5 được nhìn thấy trong một số phòng. Còn các phòng thiền, phòng ngủ, phòng tắm, hội nghị nơi Đức Đạt Lai Lạt Ma thứ 14 sinh hoạt và làm việc được đặt kèm chú thích cho khách du lịch.